# Pedro Fernández Durán y Bernaldo de Quirós
Pedro Fernández Durán y Bernaldo de Quirós (ur. 5 grudnia 1846 w Madrycie, zm. 25 sierpnia 1930 tamże) – hiszpański szlachcic i kolekcjoner sztuki.
Urodził się 5 grudnia 1846 w Madrycie, był drugim synem markiza de Perales. Wycofał się z życia towarzyskiego po tragicznej śmierci bratanicy, która zginęła w nieudanym zamachu bombowym Mateu Morrala na króla Alfonsa XIII. Zmarł 25 sierpnia 1930 nie wskazując spadkobierców. Gromadzoną przez lata kolekcję obrazów, grafik, rysunków, mebli artystycznych, gobelinów, porcelany i innych przedmiotów przekazał Muzeum Prado. Wśród obrazów szczególnie wyróżniały się prace Van der Weydena, Moralesa i Goi. Zbiory biblioteczne liczące ponad 10 tys. woluminów przekazał instytucji La Gran Peña, której był członkiem i współzałożycielem.